# Alpkopf
Alpkopf är ett berg i Österrike.   Det ligger i distriktet Dornbirn och förbundslandet Vorarlberg, i den västra delen av landet, 500 kilometer väster om huvudstaden Wien. Toppen på Alpkopf är 1 788 meter över havet.
Terrängen runt Alpkopf är bergig norrut, men söderut är den kuperad. Runt Alpkopf är det ganska glesbefolkat, med 47 invånare per kvadratkilometer.. Närmaste större samhälle är Dornbirn, 9,2 kilometer norr om Alpkopf. 
Trakten runt Alpkopf består i huvudsak av gräsmarker.